# エリザベス・ラングトン・ウィリアムズ
エリザベス・ラングトン・ウィリアムズ（Elizabeth Langdon Williams、生：1879年2月8日 コネチカット州パットナム、没：1981年 ニューハンプシャー州エンフィールド）は、惑星Xこと冥王星の発見につながる作業を補助したアメリカ合衆国の計算手。

## 私生活と教育
エリザベス・ラングトン・ウィリアムズは1879年2月8日にコネチカット州パットナムでエリザベス・ブリガムとルイス・M・ウィリアムズの間に生まれた。ウィリアムズには双子の兄弟であるロバート・ロングフェロー・ウィリアムズと、妹のヘンリー・トランベル・ウィリアムズおよびアーシュラ・ルイーズ・ウィリアムズがいた。1903年にマサチューセッツ工科大学の最初期の女性卒業生として物理学を専攻て卒業し、さらに女性として初めて卒業式で栄誉ある役を担った。卒業式で自らの論文 An analytical study of the Fresnel wave-surface（「フレネル波面の解析的研究」）の一部を読み上げ、出席者全員に広く感銘を与えたと言われている。クラスの最上位であり、さらに右手で筆記体を書き、左手で活字体を書く両手利きだったと言われている。1922年に、ケンブリッジで学んだ天文学者のジョージ・ホール・ハミルトン（1884年6月30日ロンドン生まれ）と結婚した。ハミルトンは、ウィリアムズと出会ったアリゾナ州フラッグスタッフのローウェル天文台で1917年から1922年まで働いていた。

## 業績
ウィリアムズは1905年にボストンのステート・ストリートにあるパーシヴァル・ローウェルの事務所で働くために雇われた。1910年に始まった惑星X探査のための計算手の仕事をローウェルに志願するまでは、ローウェルのために出版物の編集を行っていた。

### 惑星X
ローウェルは、提案された惑星Xが既知の惑星である海王星と天王星の軌道に影響を与えるという仮説を立てていた。ウィリアムズの惑星Xプロジェクト内での役割は、ローウェルが未知の物体を探す場所とそのサイズを、海王星と天王星の軌道の違いに基づいて数学的計算を実行する、主席計算手としての役割だったウィリアムズの計算により、未知の惑星の位置の予測が導かれたが、ローウェルが1916年に亡くなるとプロジェクトは中止された。しかし、1920年代後半になってプロジェクトは再開され、クライド・トンボーがリーダーとして雇われた。トンボーは、（ウィリアムズの計算に基づく）ローウェルの予測を利用して、1915年に撮影された空の領域にある画像の位置を特定し、1930年に冥王星という名前の新しい惑星として特定した。
ウィリアムズはローウェルの死後も計算作業と、ローウェル天文台との書簡のやりとりを継続し、1919年にボストンからフラグスタッフの天文台に移転した。その後、ウィリアムズとハミルトンは既婚女性を雇用することが不適切であるという考えからパーシヴァル・ローウェル未亡人によって天文台を解雇された。ウィリアムズとハミルトンはその後、ハーバード大学天文台が運営する、ジャマイカのマンデビルにある天文台に雇われ、一緒に働いた。

## 晩年
1935年にジョージ・ホール・ハミルトンが死去した。寡婦となったウィリアムズはマンデビルの天文台を退職し、妹のルイーズ・リングとともにニューハンプシャー州レバノンに転居し、避暑別荘の "Peacefull Acres" を運営した。ウィリアムズは1981年にニューハンプシャー州エンフィールドで死去し、享年101だった。